# 奈奈與薰的SM日記
《奈奈與薰的SM日記》（日语：ナナとカオル）是日本漫畫家甘詰留太的青年漫畫作品，簡稱。ヤングアニマル嵐（白泉社）2008年No.2開始連載。之後移籍至同出版社的ヤングアニマル（Young Animal），2011年時改編為真人電影。描寫奈奈與薰的高中3年級的暑假《奈奈與薰的SM日記 Black Label（夏日篇）》於2010年No.8開始至2014年No.5期間進行連載。續篇《奈奈與薰 〜高中生的SM〜》於白泉社2019年11月29日創刊的電子雑誌《ハレム》Vol.1（創刊号）開始連載。出版單行本時改為《奈奈與薰的SM日記 Last Year》。

## 故事
全能的女主角千草奈奈與無用的男主角杉村薫，是同一棟大廈的鄰居兼青梅竹馬。薫整天沉溺在SM妄想。在某一天，奈奈不小心穿上了綁縛的SM服裝。自此奈奈與薫之間「放鬆」的秘密就此開始。

## 登場人物
登場人物的姓名，部份是借用官能小說家的姓名。聲優為OAD版。

### 主角
千草 奈奈（(ちぐさ なな) 簡稱「奈奈」，聲優：水原薫／香港：林元春／台灣：劉小芸／中國：趙薇
17岁，櫻溝高中二年級學生。本作的女主角。
班級為成績優異的A班，是一位美少女，學生會的副會長並為田徑部的王牌，目標是考上東京大學並成為律師。受到同學及後輩的景仰，有著強烈的正義感，缺點是不懂得拒絕別人的要求，並無形中累積壓力。
名字的來源是千草忠夫。
杉村 薰（(すぎむら かおる) 簡稱「薰」，聲優：間島淳司）
17岁，櫻溝高校二年級學生。本作的男主角。
班級為成績最差的F班，興趣是SM的妄想，綽號「噁心村」，很容易緊張，擅長裁縫與料理。
名字的來源是杉村春也。
館 涼子（(たち りょうこ)，聲優：高森奈津美）
17歲，白鳥女子學院高等部二年級，是薰的夥伴，皮膚淺黑色，第一人稱為「僕(ボク)」為田徑部成員，主攻七項全能，在以前曾跑輸奈奈。
一開始對於SM採取批判性的思考，加入「放鬆」的活動之後其想法改觀。
名字的來源是館淳一。

### 櫻溝高中
睦月 由香里 （(むつき ユカリ），聲優：赤崎千夏）
櫻溝高中2年生。學生會的會計。是奈奈的好友並同屬於A班。喜歡矢神浩史，稱男主角「噁心村」並完全看不起他。
名字的來源是睦月影郎。
矢神 浩史 (（やがみ ひろし），聲優： 甘詰留太（OAD版） / 前野智昭（Drama CD版）
櫻溝高中2年生。學生會的會長。喜歡著女主角奈奈，有一個姊姊。
對於奈奈與薰的青梅竹馬關係表示厭惡，同時輕視著薰。
名字的來源是矢神朧。
矢神 喜久子(（やがみ きくこ），聲優：米澤円）
櫻溝高中3年生，前學生會的會長同時也是浩史的姊姊，是奈奈嚮往的前輩、弟弟浩史稱她「外表乖巧卻性格惡劣的女人」。
發現了男女主角間的關係，而對弟弟以「完全沒有希望」(脈は殆ど無い)勸他不必苦苦追求。
堂本(（どうもと），聲優： 内海靖明）
櫻溝高中2年生。薰的損友。臉上有著雀斑。
名字的來源是堂本烈。
星野(（ほしの），聲優： 松本忍）
櫻溝高中2年生。薰的損友。體型肥胖。
名字的來源是。
川上老師，聲優：  山川琴美
櫻溝高中教師。奈奈的班級導師。進路相談時、勸奈奈要多「放鬆」自己，對奈奈之後的影響頗大。

### 其它
杉村 和香(（すぎむら わか），聲優： 齊藤貴美子）
薰的媽媽。一個人養育著薰。常常沒敲門就闖進薰的房間、時常把薰藏起來的H書或SM的道具丟掉，使薰覺得很煩人。
千草 忍(（ちぐさ しのぶ），聲優： 槙口みき)
奈奈的媽媽。特考組的警察、警備部長。已離婚、一個人養育奈奈，因為工作繁忙而常常不在家。不擅長料理。
橘 満子(（たちばな みつこ），聲優：原田瞳）
薰常去的性玩具商店「Fun Love」的店長。年齡約30歲。是一位美人、對於SM Play十分熟悉。 東京大學文學部畢業、並専攻日本史（專門於明治以後的文化風俗）。實際上是更科的SM夥伴，穿有乳環。
名字的來源是橘真兒。
更科 修太郎(（さらしな しゅうたろう）
SM小說作家，同時也是薰所尊敬的作家，他的著作也是薰對「放鬆」的參考。實際上是橘的的SM夥伴，年齡約50歲。

## 出版書籍
奈奈與薰的SM日記
| 卷數 | 白泉社         | 白泉社                                                          | 青文出版       | 青文出版             |
| 卷數 | 發售日期       | ISBN                                                            | 發售日期       | ISBN / EAN           |
| ---- | -------------- | --------------------------------------------------------------- | -------------- | -------------------- |
| 1    | 2008年11月28日 | ISBN 978-4-592-14561-5                                          | 2024年12月12日 | ISBN 978-626-3626201 |
| 2    | 2009年5月29日  | ISBN 978-4-592-14562-2                                          | 2024年12月12日 | ISBN 978-626-3626218 |
| 3    | 2010年1月29日  | ISBN 978-4-592-14563-9                                          | 2024年12月12日 | ISBN 978-626-3626225 |
| 4    | 2010年5月28日  | ISBN 978-4-592-14564-6                                          | 2024年12月12日 | ISBN 978-626-3626232 |
| 5    | 2010年10月29日 | ISBN 978-4-592-14565-3                                          | 2024年12月12日 | ISBN 978-626-3626249 |
| 6    | 2011年3月29日  | ISBN 978-4-592-14566-0 ISBN 978-4-592-10502-2（初回限定特裝版） | 2024年12月12日 | ISBN 978-626-3626256 |
| 7    | 2011年10月28日 | ISBN 978-4-592-14567-7 ISBN 978-4-592-14667-4（初回限定特裝版） |                |                      |
| 8    | 2012年4月27日  | ISBN 978-4-592-14568-4 ISBN 978-4-592-14668-1（初回限定特裝版） |                |                      |
| 9    | 2012年9月28日  | ISBN 978-4-592-14569-1                                          |                |                      |
| 10   | 2013年4月26日  | ISBN 978-4-592-14570-7 ISBN 978-4-592-14669-8（初回限定特裝版） |                |                      |
| 11   | 2013年7月29日  | ISBN 978-4-592-14676-6                                          |                |                      |
| 12   | 2014年1月29日  | ISBN 978-4-592-14677-3                                          |                |                      |
| 13   | 2014年8月29日  | ISBN 978-4-592-14678-0                                          |                |                      |
| 14   | 2014年12月26日 | ISBN 978-4-592-14679-7                                          |                |                      |
| 15   | 2015年4月28日  | ISBN 978-4-592-14680-3                                          |                |                      |
| 16   | 2015年12月25日 | ISBN 978-4-592-14684-1                                          |                |                      |
| 17   | 2016年4月28日  | ISBN 978-4-592-14685-8                                          |                |                      |
| 18   | 2016年10月28日 | ISBN 978-4-592-14689-6                                          |                |                      |

奈奈與薰的SM日記 Black Label
| 卷數 | 白泉社         | 白泉社                                                          |
| 卷數 | 發售日期       | ISBN                                                            |
| ---- | -------------- | --------------------------------------------------------------- |
| 1    | 2011年7月5日   | ISBN 978-4-592-14691-9 ISBN 978-4-592-81011-7（初回限定豪華版） |
| 2    | 2012年5月29日  | ISBN 978-4-592-14692-6 ISBN 978-4-592-81012-4（初回限定豪華版） |
| 3    | 2013年2月27日  | ISBN 978-4-592-14693-3 ISBN 978-4-592-81013-1（初回限定豪華版） |
| 4    | 2013年12月27日 | ISBN 978-4-592-14694-0 ISBN 978-4-592-81014-8（初回限定豪華版） |
| 5    | 2014年7月29日  | ISBN 978-4-592-14695-7 ISBN 978-4-592-81015-5（初回限定豪華版） |

奈奈與薰的SM日記 Last Year
| 卷數 | 白泉社         | 白泉社                 |
| 卷數 | 發售日期       | ISBN                   |
| ---- | -------------- | ---------------------- |
| 1    | 2019年7月29日  | ISBN 978-4-592-16351-0 |
| 2    | 2019年11月29日 | ISBN 978-4-592-16352-7 |

## 衍生作品
《Young Animal嵐》於2011年11號開始至2013年12号期間連載，由百瀨球美作畫，以這個當成標題，使用Q版人物為主的4格漫畫，本作為不定期連載。2014年發行單行本時標題改為，全1卷。
| 卷數 | 白泉社        | 白泉社                 |
| 卷數 | 發售日期      | ISBN                   |
| ---- | ------------- | ---------------------- |
| 全   | 2014年1月29日 | ISBN 978-4-592-14234-8 |

## OAD
2011年3月29日發售的單行本第6卷初回限定特裝版附贈的原創動畫DVD。

### 製作成員
- 原作 - 甘詰留太
- 企畫 - 藤平光
- 導演 - 岡本英樹
- 製作 - 島田明
- 製作人 - 大野木貴史
- 角色設定、作畫監督 - 渡邊敦子（日语：渡辺敦子 (アニメーター)）
- 色彩設定 - 古川篤史
- 美術監督 - 椎野隆介、三浦智
- 攝影監督 - 今泉秀樹
- 編劇 - 櫻井崇
- 音樂 - 悠木真一
- 音響監督 - 明田川仁
- 動畫製作 - AIC PLUS+

### 主題曲
- 『終わらない夜に』

作詞 - 濱田智之 / 作曲・編曲 - 南利一 / 歌 - 榊原ゆい

## 真人电影

### 真人电影 第1章

#### 演員（第1章）
- 杉村 薫 - 栩原樂人（日语：栩原楽人）
- 千草 奈奈 - 永瀬麻帆（日语：永瀬麻帆）
- 矢神 浩史 - 染谷俊之
- 睦月 由香里 - 浅居圓（日语：浅居円）
- 奈奈的後輩 - 脇本彩乃
- 堂本（薫的悪友） - 坂東大毅
- 星野（薫的悪友） - 佐藤王宝
- 薫的導師 - 永戸武士
- 川上先生（奈奈的導師 ） - 三田あいり（日语：三田あいり）
- 杉村和香（薫的媽媽） - 比企理恵（日语：比企理恵）

#### 製作人員（第1章）
- 導演、劇本 - 清水厚（日语：清水厚）
- 原作 - 甘詰留太
- 配樂 - 山田稔明
- 製作 - 大島満
- 主要製作人 - 茶ノ前香
- 製作人 - 穂山賢一、太田裕輝
- 攝影 - 西久保弘一
- 照明 - 白石宏明
- 錄音 - 功刀康久
- 美術 - 石毛朗、松塚隆史
- 服裝設計 - セイショーコ
- 化妝 - 上田忍
- 緊縛指導 - 荊子
- 助理監督 - 松岡孝典
- 製作擔當 - 綿貫仁
- 宣傳 - 太秦
- 製作協力 - Bio tide
- 製作・銷售 - Bop -東京思春期-

#### 主題歌（第1章）
山田稔明『ひそやかな魔法』

### 真人電影 第2章

#### 演員（第2章）
- 杉山薫 - 栩原樂人（日语：栩原楽人）
- 千草奈々 - 青野未來
- 矢神 浩史 - 染谷俊之
- 睦月 由香里 - 浅居圓（日语：浅居円）
- 津留崎夏子
- 鈴木築詩
- 橘滿子 - 瀬戸早妃

#### 製作人員（第2章）
- 導演、劇本 - 清水厚
- 原作 - 甘詰留太
- 製作 - 大島満
- 主要製作人 - 茶ノ前香
- 製作人 - 穂山賢一、太田裕輝
- 配樂 - 山田稔明
- 攝影 - 西久保弘一
- 錄音 - 功刀康久
- 錄音 - 功刀康久
- 美術 - 石毛朗
- 照明 - 南園智男
- 服裝設計 - EIKI
- 化妝 - コウゴトモヨ
- 緊縛指導 - 荊子
- 助理監督 - 森木正己
- 製作擔當 - 平山高志、上岡真
- 宣傳・銷售協力 - 太秦
- 製作協力 - Spirits Project
- 製作・配給 - Bop

#### 主題歌（第2章）
- 山田稔明「あさってくらいの未来」

## 外部連結
- （日語）漫畫官網
- （简体中文）东京思春期-「奈奈与薫的SM日记」第二部真人电影确定制作（页面存档备份，存于）